# Гелевера Євмен Дмитрович
Євмен Дмитрович Гелевера (09.07.1916, Київська область— 07.09.1998) — командир відділення саперного взводу 101-го гвардійського стрілецького полку, гвардії сержант — на момент представлення до нагороди Орденом Слави 1-го ступеню.

## Біографія
Народився 27 червня 1916 року в селі Лозовий Яр Яготинського району Київської області. Українець. В 1931 році закінчив 7 класів, потім курси трактористів. Працював трактористом.
В Червоній Армії і на фронті з жовтня 1943 року. Воював на Південно-Західному, Третьому українському і першому Білоруському фронтах. Брав участь у звільненні Запоріжжя, форсуванні Дніпра, знищенні Нікопольсько-Криворізького угрупування противника, звільненні півдня України в ході Березнеговато-Снігиревської і Одеської операцій, боях на магнушевському плацдармі, Вісло-Одерській і Берлінській операціях.
Командир відділення саперного взводу 101-го гвардійського стрілецького полку гвардії сержант Гелевера в ніч на 14 січня 1945 перед початком наступу в ході Вісло-Одерської операції в районі населеного пункту Гловачув забезпечив прохід через дротяні загородження, через який пропустив наші стрілецькі підрозділи.
Наказом командира 35-ї гвардійської стрілецької дивізії від 31 січня 1945 року за мужність, проявлену в боях з ворогом, гвардії сержант Гелевера нагороджений орденом Слави 3-го ступеня.
У ніч на 6 березня 1945 року в складі штурмової групи батальйону під містом Кітц проробив прохід в загородженнях супротивника, зняв 37 мін, забезпечив вільний шлях до його траншей.
Наказом по 8-й гвардійської армії від 5 травня 1945 гвардії сержант Гелевера нагороджений орденом Слави 2-го ступеня.
23 квітня 1945 при взятті передмістя Берліна Карлсхорст сапер Гелевера забезпечував прохід стрільців через мінні поля противника. 27 квітня 1945 в вуличному бою в Берліні, будучи пораненим, продовжував розмінування, даючи можливість підрозділам просуватися вперед.
Указом Президії Верховної Ради СРСР від 15 травня 1946 року за мужність, відвагу і героїзм, проявлені в боротьбі з загарбниками, гвардії сержант Гелевера Євмен Дмитрович нагороджений орденом Слави 1-го ступеня.
У 1945 році старшина Гелевера демобілізований. Жив в селі Садове Синельниківського району Дніпропетровської області. Працював трактористом колгоспу імені Калініна.
Нагороджений орденами Вітчизняної війни 1-го ступеня, Слави 1-й, 2-й і 3-й ступеня, медалями.
Помер 7 вересня 1998 року. Похований в селі Луб'янка Синельниківського району.